# Pétrola (kommunhuvudort)
Pétrola är en kommunhuvudort i Spanien.   Den ligger i provinsen Provincia de Albacete och regionen Kastilien-La Mancha, i den sydöstra delen av landet, 260 km sydost om huvudstaden Madrid. Pétrola ligger 870 meter över havet och antalet invånare är 874. Den ligger vid sjön Laguna Salada de Pétrola.
Terrängen runt Pétrola är platt. Runt Pétrola är det mycket glesbefolkat, med 4 invånare per kvadratkilometer. Närmaste större samhälle är Pozo-Cañada, 15,7 km väster om Pétrola. Trakten runt Pétrola består till största delen av jordbruksmark.